# La Destra (mensile)
La Destra è stata una rivista culturale e politica pubblicata a Roma con periodicità mensile a partire dal 1º dicembre 1971. Diretta da Claudio Quarantotto, sorse e visse all'interno dell'ambiente de Il Borghese; cessò le pubblicazioni nel 1976.

## Storia
Il comitato internazionale era composto da Michel de Saint-Pierre, Mircea Eliade, Vintilă Horia, Thomas Molnar, Ernst Jünger, Giuseppe Prezzolini, Caspar von Schrenck-Notzing. Il mensile fece uscire anche una serie di volumetti speciali che riportavano brani di diversi autori e si concentravano su alcuni temi, quali la Marcia su Roma ed "il senso della storia".
La rivista, all'uscita in edicola, fu fortemente criticata da Umberto Eco sulle pagine dell'Espresso: il semiologo la definì "disonesta" e "puerile" e associò l'ideologia "reazionaria" degli autori che vi scrivevano al capitalismo e al terrorismo.
Fu invece presentata e recensita positivamente in Francia sul settimanale Rivarol, vicino al movimento letterario degli Ussari.

## Firme
Scrittori che collaborarono a la Destra
- Adriano Romualdi
- Bruno Sanzin
- Carlo De Biase
- Carlo Sburlati
- Duilio Susmel
- Enzo Giudici
- Fabrizio Sarazani
- Ferdinando Gerra
- Francesco Coppola
- Francesco Perfetti
- Gabriele Fergola
- Gianfranco De Turris
- Giovanni Allegra
- Giovanni Artieri
- Giuseppe Ugo Papi
- Julius Evola
- Mario Tedeschi
- Maurice Bardèche
- Pio Filippani Ronconi
- Renato Melis
- Vicente Marrero
- Wolf Giusti
- Alfred Fabre-Luce
- Armin Mohler
- Blas Piñar
- Boris de Rachewiltz
- Bruno Giordano Sanzin
- Camillo Pellizzi
- Dino Grammatico
- Duilio Susmel
- Franz Maria D'Asaro
- Gianni Lazotti
- Giorgio Locchi
- Giuliano Bonfante
- Giuseppe Toffanin
- Jean D'Ormesson
- Jean-Claude Valla
- Pier Francesco Nistri
- Piero Buscaroli
- Pierre Pascal
- Sebastiano Fusco
- Ubaldo Giuliani
- Valery Tarsis
- Panfilo Gentile
- Marcel De Corte
- Roberto Michelis
- Vicente Marrero
- Marino Bon Valsassina
- Emilio Cavaterra
- Horia-Roman Patapievici